# Le Messager de la lumière
Pour plus de détails, voir Fiche technique et Distribution.
Le Messager de la lumière est un film publicitaire d'animation français de Paul Grimault réalisé en 1938.

## Synopsis
Le soleil annonce qu'il veut dormir et que sa lumière ne paraîtra plus.

## Fiche technique
- Réalisation : Paul Grimault

## Divers
Ce film d'une durée de 2 minutes vante les lampes de marque Mazda.